# Tachycardie
 (novembre 2014).
Si vous disposez d'ouvrages ou d'articles de référence ou si vous connaissez des sites web de qualité traitant du thème abordé ici, merci de compléter l'article en donnant les références utiles à sa vérifiabilité et en les liant à la section « Notes et références ».
La tachycardie (du grec ancien ταχύς / takhýs = rapide, et καρδία / kardía = cœur) correspond à un rythme cardiaque plus rapide que la normale.
Le contraire d'une tachycardie est une bradycardie, c’est-à-dire un rythme cardiaque lent. Le verbe correspondant est tachycardiser, qui signifie avoir un rythme cardiaque rapide. Le caractère « anormal » d'une tachycardie ne peut être jugé que par un médecin.

## Physiologie
Le rythme cardiaque pour un adulte au repos, hors sportifs de haut niveau, oscille généralement autour de 60 à 90 battements par minute et dépend de facteurs multiples, le plus souvent sans rapport avec une maladie cardiaque : effort physique, anxiété, fièvre, prise de boissons alcooliques, etc.
On parle de tachycardie si : 
- nourrisson (jusqu'à 1 an) : > 180/min ;
- petit enfant (2 à 5 ans) : > 140/min ;
- grand enfant (6 à 12 ans) : > 130/min ;
- adolescent (13 à 17 ans) : > 110/min
- adulte : > 100/min[2].

Le but normal d'une tachycardie est d'augmenter le débit cardiaque. Ce dernier est égal à la fréquence cardiaque multipliée par le volume d'éjection systolique, correspondant à la différence entre le volume télé-diastolique (« ventricule plein ») et le volume télé-systolique (« ventricule vide »).
Le rythme cardiaque normal est piloté par le nœud sinusal, ensemble de cellules situées dans l'oreillette droite, se dépolarisant rythmiquement. Ce nœud est stimulé par l'adrénaline (système hormonal sympathique) et ralenti par le nerf vague. Une accélération trop importante de la fréquence cardiaque peut entraîner, paradoxalement, une baisse du débit, le ventricule n'ayant plus le temps de se remplir. Une accélération de la fréquence cardiaque va augmenter les besoins en oxygène du muscle cardiaque. Si son apport est insuffisant (en raison d'une atteinte des artères coronaires par exemple), cela peut entraîner une ischémie myocardique pouvant être responsable d'une insuffisance cardiaque ou d'une douleur thoracique du type angine de poitrine.
Une tachycardie excessive et prolongée, par son accélération, peut être un phénomène dangereux. En effet, l'accélération du muscle cardiaque entraîne une demande supplémentaire en ressources. Or, la perfusion du muscle cardiaque se fait pendant la diastole. En augmentant le rythme, on diminue le temps de diastole et, donc, de perfusion alors que le muscle, au contraire, requiert plus de ressources. La tachycardie peut être ressentie comme des palpitations où le sujet ressent ses battements cardiaques comme désagréables. Elle est très souvent, au contraire, totalement asymptomatique (le sujet ne ressent rien et le diagnostic est fait par une autre personne, par la prise du pouls, par exemple). Le caractère asymptomatique ou non ne préjuge ni de la gravité ni de la cause.

## Causes

### Causes non cardiaques
Il s'agit d'une tachycardie sinusale, correspondant à une réponse normale du cœur à certaines stimulations. Elle est le plus souvent asymptomatique et relativement bien tolérée, sauf en cas de cardiopathie sous-jacente évoluée.
L'ECG montre :
- un rythme cardiaque accéléré (en général > 100 par minute) ;
- une tachycardie régulière, permanente ;
- « sinusale » signifie que chaque complexe QRS est précédé d'une onde P (l'aspect ECG est celui d'un ECG normal avec un rythme accéléré) ;
- les complexes QRS ont un aspect normal (sauf en cas de bloc de branche préexistant).

Les causes peuvent être multiples :
- un effort physique ;
- un stress (quelle qu'en soit la cause), qui va entraîner une augmentation de sécrétion d'adrénaline et donc une augmentation de la fréquence cardiaque ;
- l'anxiété ;
- une fièvre ;
- en cas de déshydratation ;
- en cas de baisse de l'oxygénation du sang : anémie (par déficit en hémoglobine), en cas d'embolie pulmonaire ;
- en cas d'hypovolémie (hémorragie) ;
- en cas d'insuffisance cardiaque ;
- en cas d'état de choc pour la plupart (par exemple d'origine hypovolémique, septique, cardiogénique ou anaphylactique) ;
- la prise de certains stimulants (caféine, amphétamines par exemple) peut augmenter directement la fréquence cardiaque ;
- une sécrétion inappropriée d'adrénaline (dans le cas d'un phéochromocytome par exemple), en cas d'hyperthyroïdie, ou de dérèglement de la sécrétion du cortisol ;
- certains médicaments, comme les dihydropyridines : amlodipine, nifédipine, etc. ;
- les amines sympathomimétiques comme l'éphédrine, la pseudoéphédrine, le méthylphénidate, etc. ;
- intoxication par un pesticide organophosphoré ou carbamate ;
- une consommation excessive et ponctuelle d'alcool (exemple du binge drinking) ;
- une consommation de toute drogue stimulante : amphétamine, crystal meth, MDMA, speed, crack, cocaïne, etc. ;
- il existe également des cas de tachycardie sinusale constitutionnelle (sans cause identifiée).

### Causes cardiaques (hors troubles de rythme)
Toute baisse du débit cardiaque entraîne une accélération du rythme par sécrétion d'adrénaline afin d'essayer de rétablir un débit satisfaisant.

C'est le cas :
- de la baisse de la pression artérielle (hypotension), dans les collapsus d'origine cardiaque ;
- en cas d'embolie pulmonaire ;
- de l'insuffisance cardiaque par un mécanisme d'adaptation.

## Traitement
Pour les causes non cardiaques, il faut d'abord traiter la cause et non obligatoirement ralentir le rythme cardiaque par des médicaments.
En cas de tachycardie mal tolérée ou invalidante, il est possible d'avoir recours à certains médicaments antiarythmiques, bêta-bloquants.
Pour les causes cardiaques, le traitement est fonction de la cardiopathie ou du trouble du rythme responsable.

## Évocation culturelle
La Takicardie est le nom du pays imaginaire dirigé par le roi frappé de strabisme du Roi et l'oiseau.